# Oľchovec
Oľchovec – potok w Karpatach Zachodnich na Słowacji, w dorzeczu Topli. Cały tok, długości ok. 6,5 km, w kraju preszowskim, w powiecie Bardejów.

## Charakterystyka
Cały tok potoku znajduje się w granicach Beskidu Niskiego.
Źródła na wys. ok. 700 m n.p.m., na wsch. stokach Przełęczy Pułaskiego. Spływa początkowo w kierunku pd.-wsch., dość szeroką doliną, następnie wykręca ku pd. Przepływa przez Cigelkę, w której przyjmuje kilka dłuższych dopływów, po czym wykręca ku pd.-zach. Poniżej wspomnianej wsi przebija się wąskim przełomem między stromymi stokami Busova (po lewej) i Siwej Skały (po prawej), po czym na wys. ok. 435 m n.p.m., w dolnej części wsi Petrová, uchodzi do Kamenca.
W dolinie znane źródło mineralne „Cigeľka” oraz kilkanaście innych drobnych źródeł mineralnych.